# Pelekium ramusculosum
Pelekium ramusculosum är en bladmossart som beskrevs av Andries Touw 2001. Pelekium ramusculosum ingår i släktet Pelekium och familjen Thuidiaceae. Inga underarter finns listade i Catalogue of Life.